# Amaurobiidae
Los amauróbidos o amaurobíidos (Amaurobiidae) son una familia de arañas araneomorfas grandes y robustas, con una tela de un tono azulado muy característico de las arañas cribeladas. Para advertir de su presencia a las hembras, los machos golpean la telaraña con sus pedipalpos. Todas las especies que se clasifican dentro de esta familia son nocturnas.

## Géneros
Lista de género según The World Spider Catalog 12.0:
| - Altellopsis Simon, 1905 - Amaurobius C. L. Koch, 1837 - Anisacate Mello-Leitão, 1941 - Arctobius Lehtinen, 1967 - Auhunga Forster & Wilton, 1973 - Auximella Strand, 1908 - Bakala Davies, 1990 - Callevopsis Tullgren, 1902 - Callobius Chamberlin, 1947 - Cavernocymbium Ubick, 2005 - Chresiona Simon, 1903 - Ciniflella Mello-Leitão, 1921 - Cybaeopsis Strand, 1907 - Dardurus Davies, 1976 - Daviesa Koçak & Kemal, 2008 - Emmenomma Simon, 1884 - Hicanodon Tullgren, 1901 - Himalmartensus Wang & Zhu, 2008 - Jamara Davies, 1995 - Livius Roth, 1967 - Macrobunus Tullgren, 1901 - Maloides Forster & Wilton, 1989 - Manjala Davies, 1990 - Midgee Davies, 1995 - Muritaia Forster & Wilton, 1973 - Naevius Roth, 1967 | - Neoporteria Mello-Leitão, 1943 - Neuquenia Mello-Leitão, 1940 - Obatala Lehtinen, 1967 - Otira Forster & Wilton, 1973 - Ovtchinnikovia Marusik, Kovblyuk & Ponomarev, 2010 - Pakeha Forster & Wilton, 1973 - Paravoca Forster & Wilton, 1973 - Parazanomys Ubick, 2005 - Pimus Chamberlin, 1947 - Poaka Forster & Wilton, 1973 - Pseudauximus Simon, 1902 - Retiro Mello-Leitão, 1915 - Rhoicinaria Exline, 1950 - Rubrius Simon, 1887 - Storenosoma Hogg, 1900 - Taira Lehtinen, 1967 - Tugana Chamberlin, 1948 - Tymbira Mello-Leitão, 1944 - Urepus Roth, 1967 - Virgilus Roth, 1967 - Wabarra Davies, 1996 - Waitetola Forster & Wilton, 1973 - Yacolla Lehtinen, 1967 - Yupanquia Lehtinen, 1967 - Zanomys Chamberlin, 1948 |